# روبرت بيرد جوردن
روبرت بيرد جوردن (بالإنجليزية: Robert B. Jordan, III)‏ هو سياسي أمريكي، ولد في 11 أكتوبر 1932 في مونت غيليد في الولايات المتحدة. حزبياً، نشط في الحزب الديمقراطي. وقد انتخب عضو مجلس ولاية كارولاينا الشمالية.